# Майкл Макінтайр
Майкл Макінтайр  (англ. Michael McIntyre, 29 червня 1956) — британський яхтсмен, олімпійський чемпіон.

## Виступи на Олімпіадах
| Олімпіада         | Дисципліна | Місце |
| ----------------- | ---------- | ----- |
| Лос-Анджелес 1984 | Фін        | 7     |
| Сеул 1988         | Зоряний    | 1     |

## Зовнішні посилання
- Досьє на sport.references.com [Архівовано 6 липня 2012 у Wayback Machine.]